# Pascual Palazzo
Pascual Santiago Palazzo (Río Cuarto, 27 de noviembre de 1890 - Buenos Aires, 11 de marzo de 1980) fue un ingeniero argentino, especialista en vías de comunicación.

## Biografía
Hijo de Rafael Palazzo y Elvira Milano, inmigrantes italianos, estudió en la Facultad de Ciencias Exactas de la Universidad de Buenos Aires, recibiéndose de ingeniero civil, con diploma de honor, en 1915. Su proyecto final para optar al título de ingeniero se titulaba "Riego por elevación mecánica en el Neuquén".
Tras trabajar algunos años en empresas ferroviarias, fue jefe de la Comisión para la línea férrea Azul - Tandil. En 1923 ingresó en la Dirección de Puentes y Caminos de la Provincia de Buenos Aires. Proyectó el puente colgante sobre el río Quequén Grande en la ciudad de Necochea, que fue construido en Europa bajo su supervisión. En la misma repartición fue jefe de estudios y proyectos, asesor técnico y reorganizador de la misma entre 1934 y 1935, poniendo esta repartición en consonancia con el empuje que, a nivel nacional, llevaba a cabo la Dirección Nacional de Vialidad, recientemente creada.
Contrariando las obras que llevaba adelante el director de Vialidad, Justiniano Allende Posse, diseñó el tramo de la Ruta Nacional 5 entre Luján y Mercedes evitando pasar por el centro de las ciudades y pueblos intermedios, ya que preveía que en el futuro el tránsito sería excesivo para las calles urbanas y la circulación de los automotores se vería retrasada.
Como jefe de la División de Accesos a Grandes Ciudades de Vialidad Nacional proyectó y supervisó la construcción de la Avenida General Paz, la primera autovía de calzadas separadas del país, y que además tenía importancia estratégica como límite entre la Capital Federal y la Provincia de Buenos Aires. Además del estudio del flujo de vehículos y el uso del concepto de velocidad directriz, Palazzo se preocupó también por el aspecto paisajístico del proyecto, planteando una "avenida-parque", modelo que después sería imitado por varios proyectos en la ciudad de Buenos Aires y el interior del país.
Fue profesor titular de Vías de Comunicación en la Facultad de Ingeniería entre 1940 y 1952. Formó parte del directorio de YPF entre 1943 y 1946. Posteriormente fue director de la Sociedad Mixta Siderúrgica Argentina (SOMISA). Fue el autor de los proyectos iniciales del Acceso Norte y el acceso norte y Acceso Sudeste de la ciudad de Buenos Aires; el segundo fue llevado a cabo parcialmente, pero el plan era desarrollar la actual Autopista Buenos Aires - La Plata. En 1952 se alejó de todos sus cargos, incluidos los docentes, por desavenencias con el gobierno de Juan Domingo Perón.
Entre diciembre de 1955 y mediados de 1956 fue director Nacional de Vialidad, período durante el cual se terminó el primer tramo del Acceso Norte y se llevaron adelante varias obras en las provincias del interior, como el difícil tramo de los túneles y puentes de Chancaní, por ese entonces sobre la Ruta Nacional 20, y la ruta que une Comodoro Rivadavia con Caleta Olivia.
Durante la presidencia de Arturo Frondizi fue profesor titular de la Cátedra de Planeamiento y Urbanismo de la Facultad de Ingeniería, cargo que ocupó hasta el año 1965, y en 1959 fue nombrado Secretario de Obras Públicas de la Nación. Desde ese puesto creó el Plan de Viviendas Económicas Mediante Mutuo Esfuerzo, un esfuerzo cooperativo que permitió construir casi un millar de viviendas, especialmente en provincias del interior, y proyectó la construcción de ciudades satélite para el Gran Buenos Aires, de modo de organizar el crecimiento urbano planificando con antelación la provisión de servicios y la comunicación vial.
Falleció en Buenos Aires en el año 1980. Estaba casado con Josefina Hechart, con quien tuvo tres hijos.
Desde el año 1981, la autopista de Acceso Norte de la ciudad de Buenos Aires lleva el nombre oficial de "Autopista Pascual Palazzo" en su honor.

## Obra escrita
- Red de vías a bajo nivel. Solución de problemas urbanos (1923)
- Justiprecio de tierras (1936)
- La Avenida General Paz (descripción técnica, 1940)
- Aspectos de la crisis ferroviaria en la Argentina y América Latina (1965)

Además fundó la revista Caminos, en la que publicó varios trabajos. Entre ellos se cuentan:
- Criterio económico en el trazado de los caminos a pavimentar (1931)
- Cruce de grandes rutas por centros poblados

Publicó además, centenares de artículos sobre el tráfico vial en numerosas revistas nacionales y extranjeras.